# Coccothrinax rigida
Coccothrinax rigida är en enhjärtbladig växtart som först beskrevs av August Heinrich Rudolf Grisebach och Hermann Wendland, och fick sitt nu gällande namn av Odoardo Beccari. Coccothrinax rigida ingår i släktet Coccothrinax och familjen Arecaceae. Inga underarter finns listade i Catalogue of Life.